# Муму, Брахим
Брахи́м Муму́ (фр. Brahim Moumou; род. 6 мая 2001, Германия) — немецкий и марокканский футболист, нападающий клуба «ДАК 1904».

## Карьера
Воспитанник немецкого клуба «ТСВ» (Мюнхен). В августе 2020 года перешёл в словацкий «Шаморин». Дебютировал во Второй Лиге в матче с клубом «Кошице», выйдя на замену.
В январе 2021 года стал игроком клуба «ДАК» из города Дунайска-Стреда. Дебютировал в Фортуна-лиге в феврале 2021 года в матче с ФК «Михаловце». В Кубке Словакии дебютировал в матче с клубом «Ружомберок». Летом 2021 года впервые сыграл в квалификации Лиги Конференций УЕФА в матче второго круга с сербским «Партизаном».